# Gobelet de Magistrat

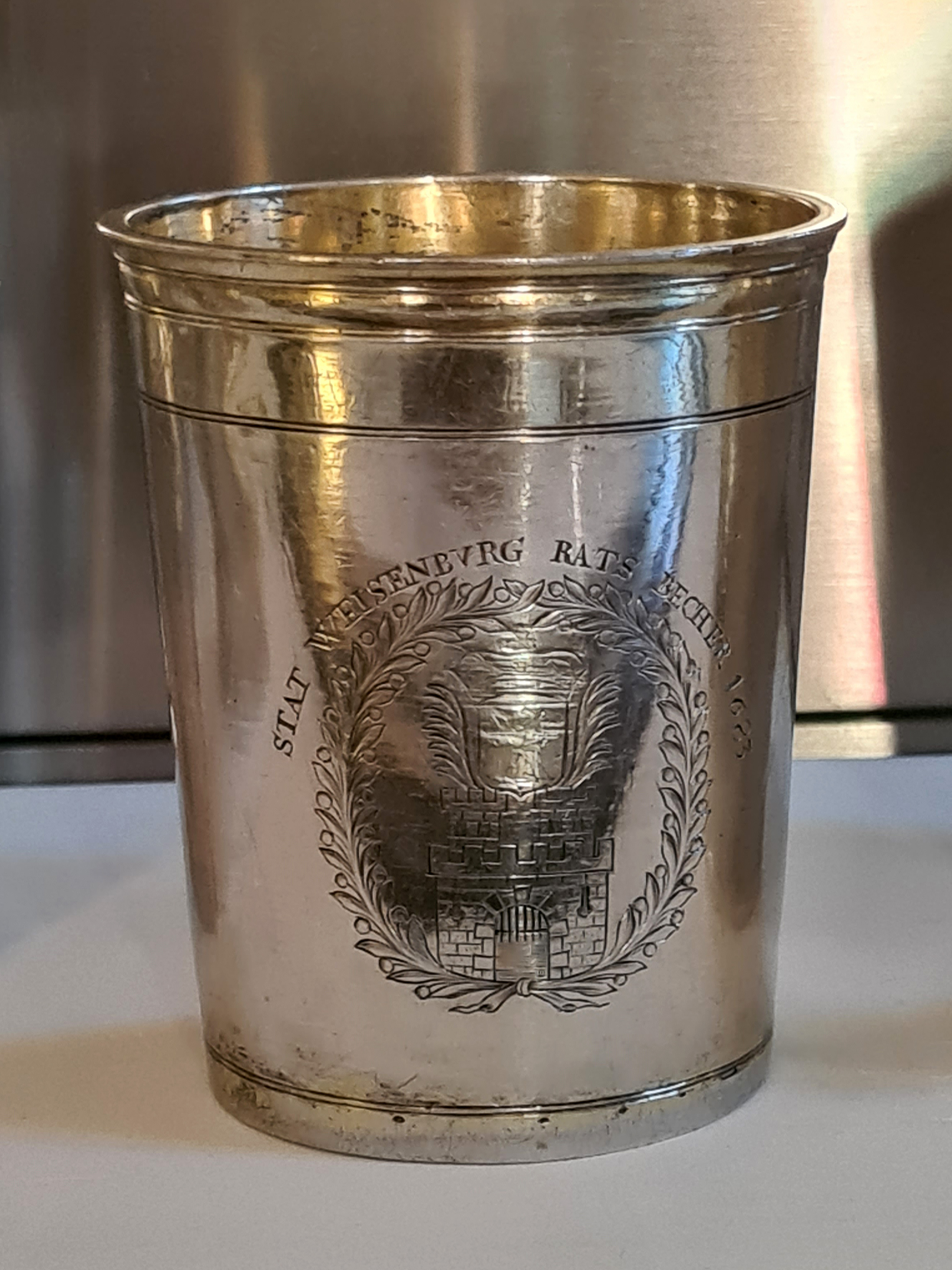
Michael Widder : gobelet de Magistrat aux armes de Wissembourg (1695).

Le gobelet de Magistrat est une pièce d'orfèvrerie civile, sous forme de récipient à boire cylindrique, sans anse et généralement sans pied, qui constitue en Alsace, dès la fin du Moyen Âge, un signe honorifique de l'accession à la dignité de membre du Magistrat, c'est-à-dire de l'administration d'une ville.
Rat désignant le « Conseil » en allemand et Becher le « gobelet », c'est le mot Ratsbecher (ou Rathsbecher) qui a cours en terre germanophone pour désigner ce gobelet institutionnel.
Au fil du temps la marque de distinction a cédé la place à la valeur marchande (redevance, rémunération, incitation), une évolution confirmée par l'engouement des collectionneurs contemporains. D'apparition plus tardive, l'expression « timbale de Magistrat » est parfois employée lors de ces transactions.
Du fait de son matériau précieux, souvent du vermeil, l'objet a partie liée avec la thématique du trésor. Sa valeur est multiple : il témoigne à la fois des mérites ou du statut du destinataire, de la richesse du donateur, de la prospérité de la ville et du talent de l'orfèvre qui l'a conçu. C'est aussi un mode de conservation, une réserve, car il peut être aisément fondu et transformé, notamment en monnaie.

## Premiers gobelets

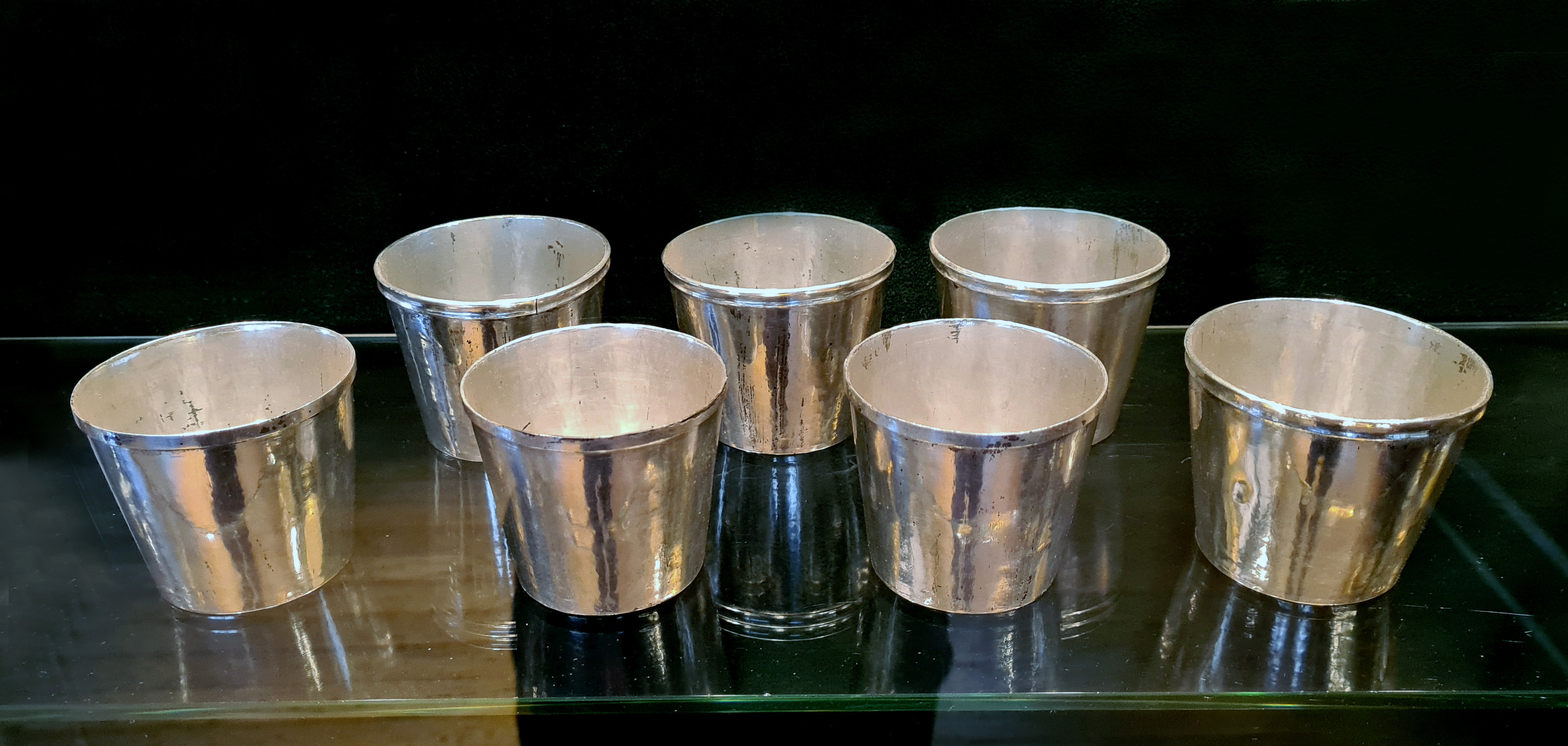
Sept gobelets portant le poinçon aux trois écus de Strasbourg (XVe siècle).

En Alsace, la présence de gobelets en métal est attestée dès le Moyen Âge dans divers inventaires. En 1377, on mentionne ainsi huit gobelets en argent (achte silberin becher) appartenant à l’ancien Schaffner, ainsi que quatre autres figurant dans l’inventaire des biens de l'Œuvre Notre-Dame de Strasbourg. Celui établi en 1399 pour cette même institution atteste également plusieurs gobelets.

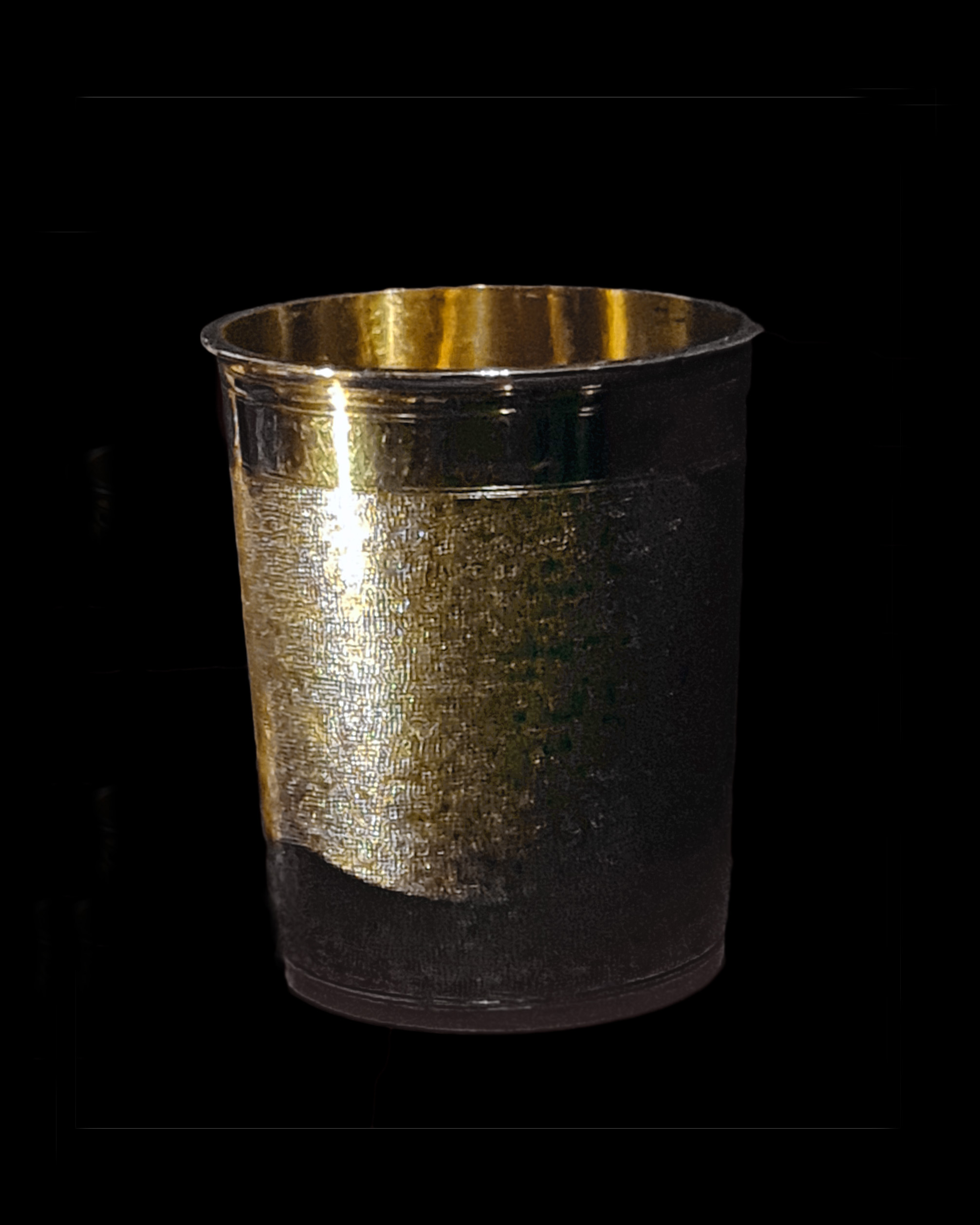
Daniel Harnister : gobelet à fond amati (1662).

Au musée Unterlinden se trouve un élément de retable représentant la légende de saint Jacques et le miracle des poulets, daté vers 1480. Dans cette scène un simple gobelet utilitaire contraste avec deux hanaps plus élaborés. Cependant on observe qu'il est également en argent, le cerclage et l'intérieur sont probablement en vermeil. C'est un modèle très répandu.

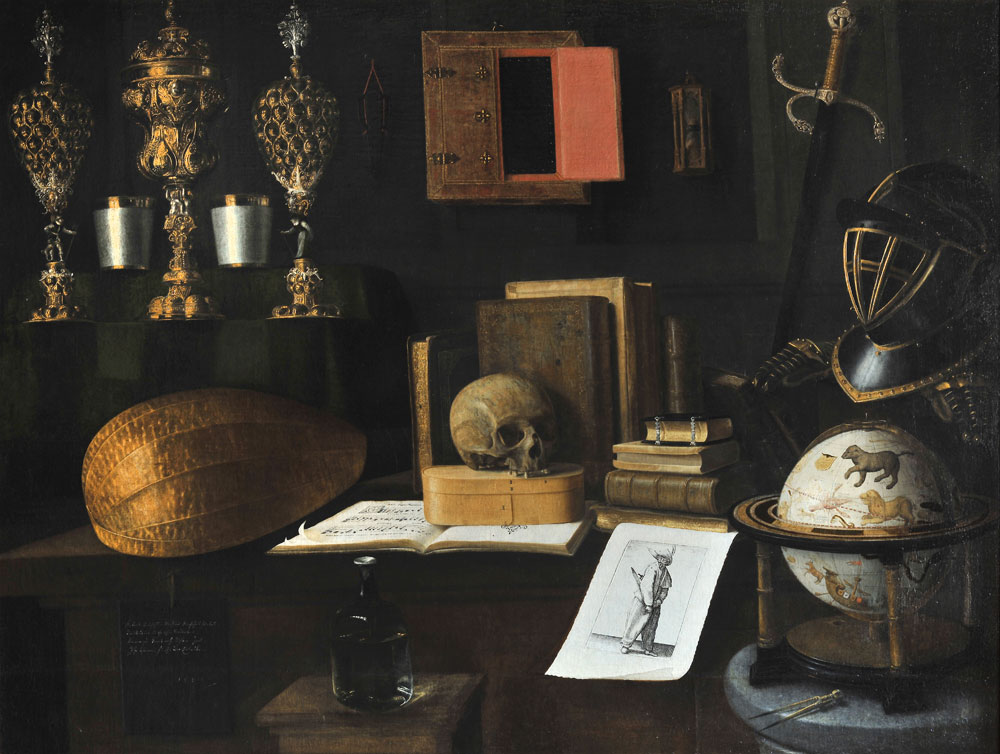
Sébastien Stoskopff : Grande Vanité (1641).

Plusieurs natures mortes de Sébastien Stoskopff, lui-même apparenté à l'orfèvre strasbourgeois Nicolaus Riedinger, mettent en scène de tels gobelets. Dans son chef-d'œuvre Grande Vanité, leur présence peut sembler anecdotique entre les hanaps, mais dans d'autres tableaux du peintre la place du gobelet en argent cerclé d'or est plus manifeste, comme dans Nature morte aux verres dans un panier (1644), qui se trouve dans une collection privée canadienne, et bien d'autres.
Dans le corpus de l'orfèvrerie séculière en Alsace, parmi les objets conservés ou répertoriés des XVIe et XVIIe siècles, les gobelets et les coupes sont les plus nombreux. Le gobelet se présente habituellement sous une forme tronconique, plus ou moins évasée vers le haut. Sa surface peut être sobre, mate, entre deux bandeaux brillants. Parfois finement rainuré, cet amati évoque une peau de serpent (Schlangenhaut) (ou de requin, de raie). La surface peut aussi être richement décorée de gravures ou de motifs repoussés. 

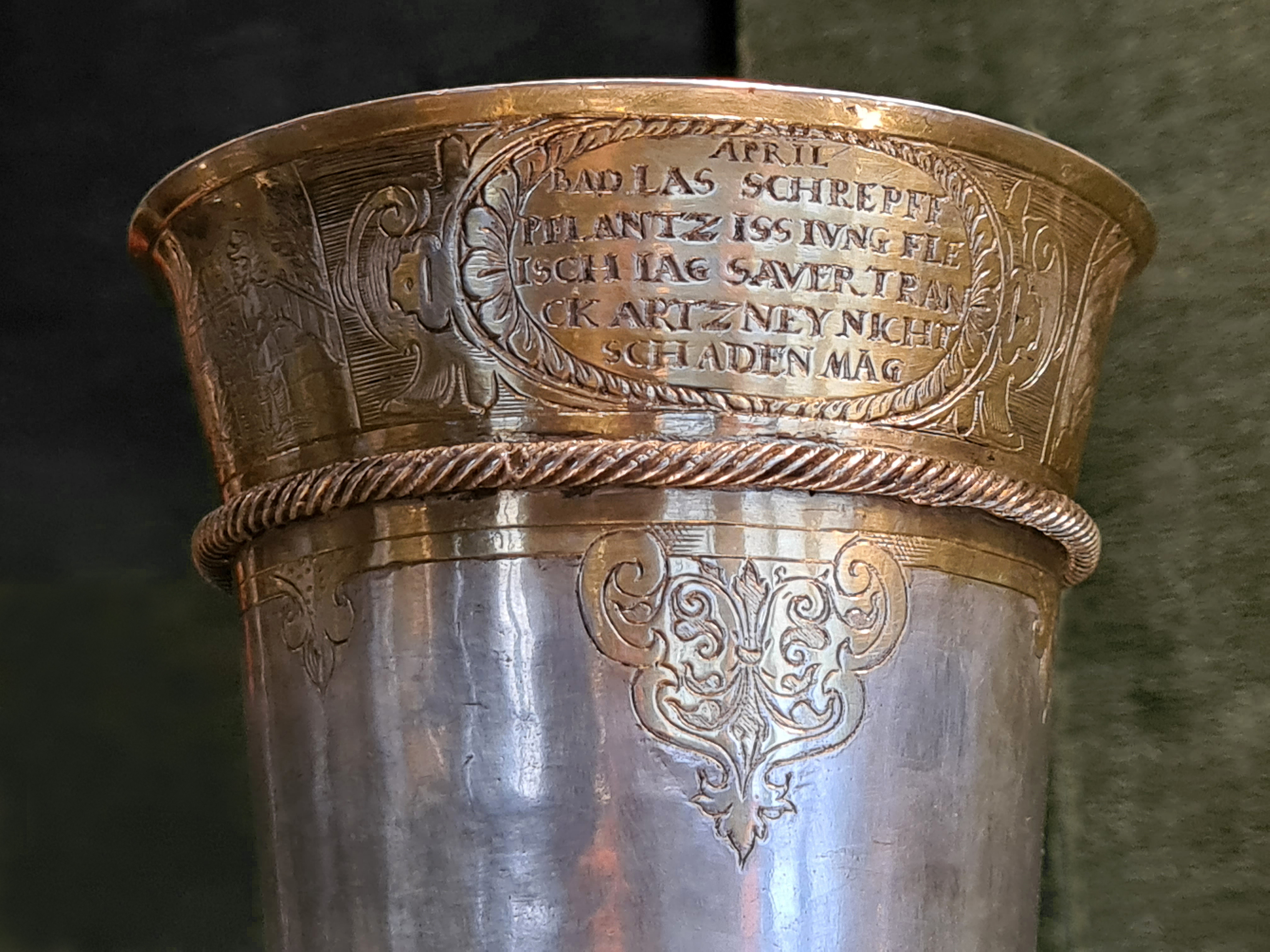
Monatsbecher d'avril (avant 1616).

Le gobelet reçoit souvent des armoiries gravées ou une inscription définissant sa nature : il peut s'agir d'un cadeau de mariage, d'un trophée pour un concours, d'une marque de gratitude pour un service rendu. Des types de gobelets spécifiques apparaissent, tels que les Monatsbecher : une série de douze gobelets décorés mettent en scène les activités de chaque mois de l'année. Souvent produits à Nuremberg, on les trouve principalement dans les pays de langue allemande, entre le début du XVIe et le milieu du XVIIe siècle.

## LeRatsbecher

### Distinction et prestige
Les gobelets de Magistrat (Ratsbecher) constituent également une catégorie à part entière, qui apparaît plus tardivement, mais outre les institutions municipales, les corporations acquièrent également des gobelets distinctifs. C’est le cas de la corporation des tailleurs de Strasbourg, qui procède ainsi en 1594, 1602, 1656 et 1692 en l’honneur de ses membres. Certaines de ces acquisitions sont reproduites à la main dans le Livre d'Or de la corporation, un manuscrit consultable à la bibliothèque humaniste de Sélestat.
Mais le plus souvent les gobelets figurent parmi d’autres objets en argent, constituant des vaisselles municipales. Ils sont alors exhibés lors de cérémonies importantes, pour l’intronisation de nouveaux membres du Conseil (Rat), ou tout simplement pour boire à la Ratsstube ou Herrenstube.
À Haguenau, où un inventaire du trésor de la Ville était dressé à l’entrée en fonction de tout nouveau secrétaire-greffier (Stadtschreiber), on sait qu'en 1448 cette liste recense une soixantaine de gobelets aux formes très diverses, dont une douzaine portant la rose de Haguenau, une douzaine plus étroits en pointe, autant en forme de coupe évasée, 18 gobelets identiques décorés de la rose. Près de deux siècles plus tard, en 1627, on n'en dénombre plus que 24.
Des gobelets sont fréquemment offerts en guise de cadeaux de prestige. Le 26 janvier 1609, divers membres de la Régence épiscopale ont offert, à l’occasion de la réception qui leur fut donnée à Molsheim, ettliche silberne Trinckgeschirr (« bon nombre de récipients à boire en argent»). En 1632, pour garder de bons rapports avec les officiers de la garnison suédoise, les autorités de Benfeld ont fait dorer, à Strasbourg, un gobelet très haut, en argent et doté d’un couvercle, avant de l'offrir au major Paul Mathebs, tandis qu’une autre pièce d’orfèvrerie est offerte, en 1634, au colonel Arndt von Quernheim. Témoin ostentatoire de la richesse des donateurs, les gobelets évoquent désormais leur mémoire : « celui qui offre se met en valeur, autant que celui qui reçoit et à qui on fait honneur. Au XVIIIe siècle, la Ville de Colmar offre traditionnellement un gobelet au préteur royal, au syndic, au receveur et aux six membres composant le Magistrat.

### Fonction monétaire
Au-delà de la distinction, le gobelet, du fait de la relative simplicité de l'objet, se convertit aisément en valeur monétaire. Avec des modalités variables selon les villes et la période, il peut être vendu ou fondu, tenir lieu de redevance ou de rémunération.
À Molsheim, l’existence d'une redevance pour les veuves ou héritiers de bourgeois décédés apparaît dans les comptes de 1582-1583. À Haguenau, en 1609, à la suite du constat du Grand Conseil que « Sélestat et d’autres villes disposent d’une réserve assez importante d’argenterie », le Magistrat décide que tout nouvel échevin, maréchal ou l’un des 24 conseillers fournira un gobelet dans les 4 semaines qui suivront son entrée en fonction. 
Plus tard, en 1693, alors que le gobelet joue désormais davantage un rôle de rémunération, le Stadtvogt (avoué) de Wissembourg obtient également un gobelet, tandis qu’en 1726, à Wissembourg, l’orfèvre strasbourgeois Jean-Louis II Imlin fournit des gobelets sans couvercle pour les conseillers et des gobelets avec couvercle pour les seuls Stettmeister, marquant ainsi une réelle différence. 

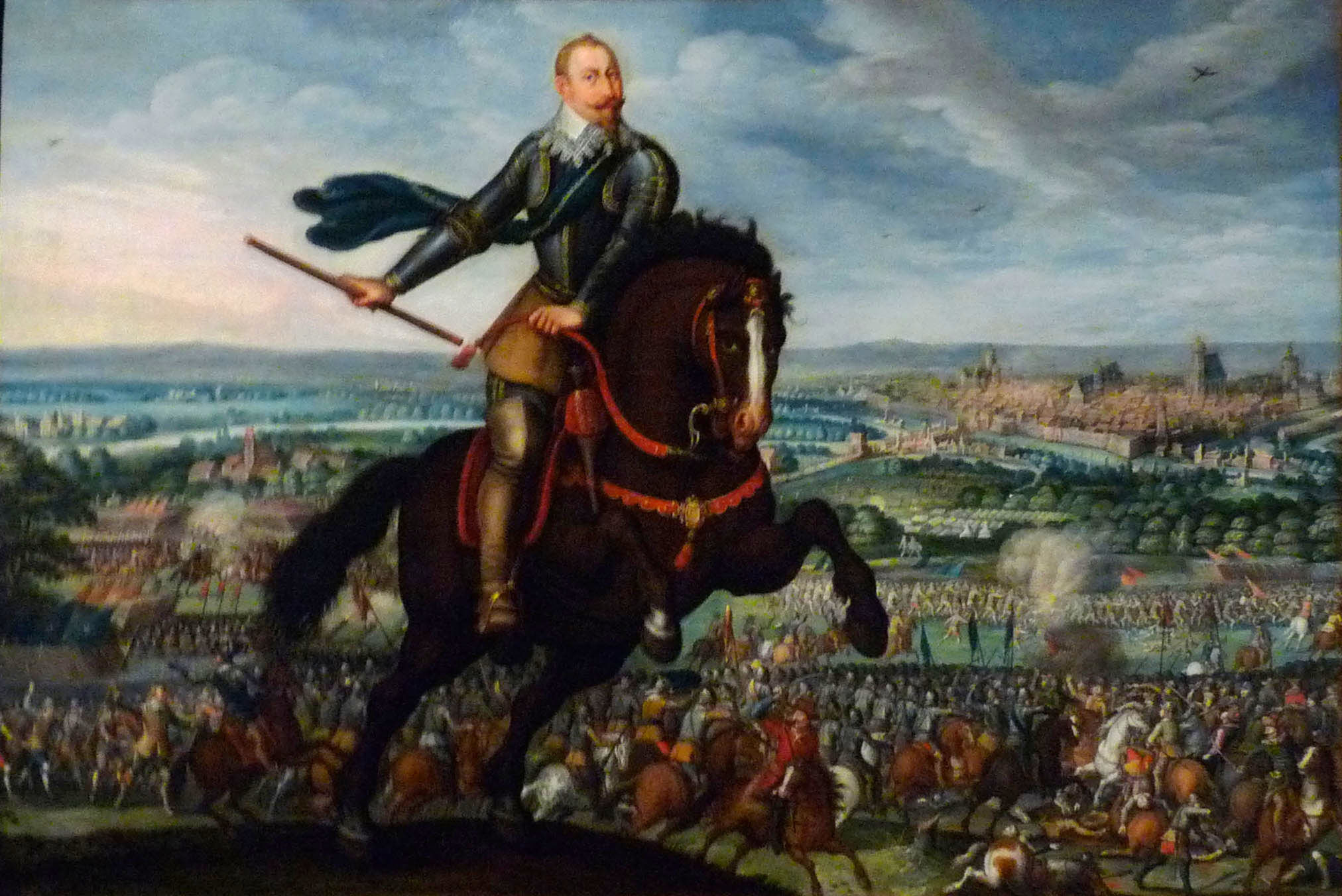
Le roi de Suède Gustave Adolphe à la bataille de Breitenfeld (1632).

Pendant la guerre de Trente Ans, notamment à partir de 1632, les institutions endettées doivent se défaire d'une grande partie de leurs trésors municipaux. À Haguenau, le Conseil est contraint de faire fondre ou d’aliéner ses gobelets en 1633, 1636 et 1641, pour l’entretien des troupes impériales. La Ville de Benfeld, pour se créer des moyens d’entretenir la garnison suédoise, puis pour financer la construction d’une nouvelle chancellerie en 1642, se sépare également de toute son argenterie entre 1632 et 1644. Certaines pièces sont vendues à la Monnaie de Strasbourg en 1642-1643.

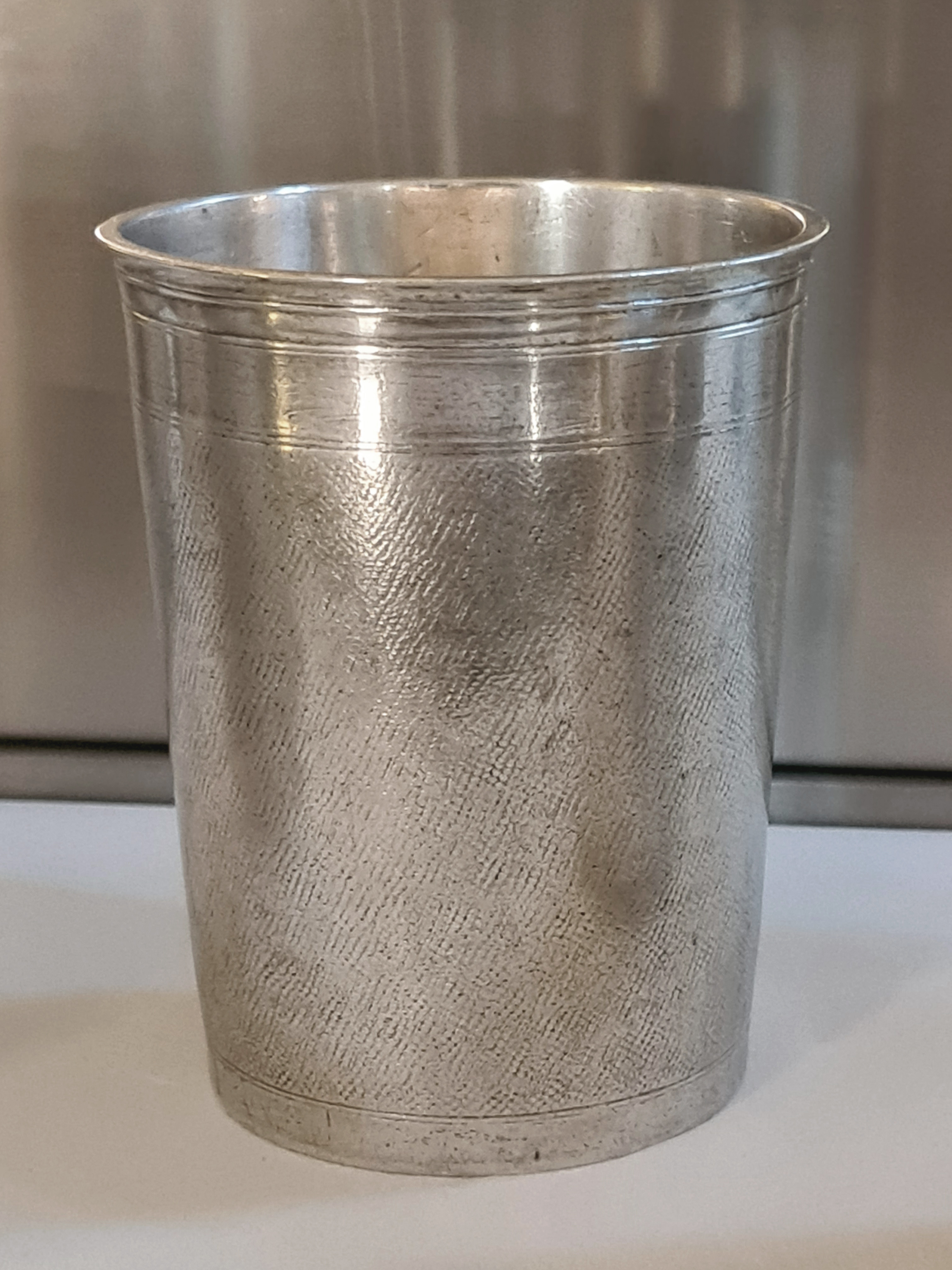
Johann Daniel Kaufman : gobelet de Magistrat (1689).

Après 1648, certaines villes ne peuvent plus faire face aux dépenses d'apparat et renoncent à acquérir des gobelets. C'est le cas à Kaysersberg en 1649‑1650, où les conseillers perçoivent du bois à la place des gobelets. De même, à Ammerschwihr, les traditionnels gobelets ne sont plus attribués de 1692 à 1694.
La tradition des gobelets de Magistrat est à nouveau d'actualité durant le dernier tiers du XVIIe siècle, dans la majeure partie des villes d’Alsace. En 1670, à Benfeld, les édiles décident que la Ville financera chaque année des gobelets, mais en contrepartie, tout nouveau conseiller devra, à son entrée, honorer le Conseil d’une somme de 10 Reichsthaler, sous peine de loudes pénalités. En 1681, à Haguenau, les indemnités des conseillers sont aussi supprimées en échange d’un gobelet annuel en argent portant les armes de la Ville, l’année et le patronyme de chaque membre. À Wissembourg aussi, il est question d’achat de gobelets dès 1684 : ils sont censés encourager les membres du Magistrat à une plus grande assiduité aux séances du Conseil.

### Évolution auXVIIIesiècle
Sur le plan artistique, l'orfèvrerie strasbourgeoise atteint son apogée au XVIIIe siècle,. 
La forme des gobelets de Magistrat évolue elle aussi. Aux modèles cylindriques rustiques, simplement guillochés ou amatis, succèdent des gobelets de forme « tulipe » sur piédouche godronné, tels ceux de Johann Stahl ou de Jean Jacques Ehrlen.
La tradition du gobelet persiste, mais elle se transforme, vers 1730, en paiement d'une simple redevance, dénommée « droit de gobelet » dans les comptes municipaux de Strasbourg. Dès le début du XVIIIe siècle, à Kaysersberg, les gobelets offerts sont remplacés par de l’argent, des fourchettes ou des cuillers. À Haguenau comme à Wissembourg, vers 1730, le Conseil cesse aussi d’attribuer des gobelets aux conseillers, au profit d’une somme annuelle fixe. Seules quelques villes semblent continuer à offrir des gobelets : à Saverne, en 1734 et 1736, ils sont réalisés par Jean Stahl, tandis que pour Obernai, Jean Eberhard Pick en exécute en 1740, et Jean Louis Straus en 1742.

Gobelets de Magistrat du XVIIIe siècle.
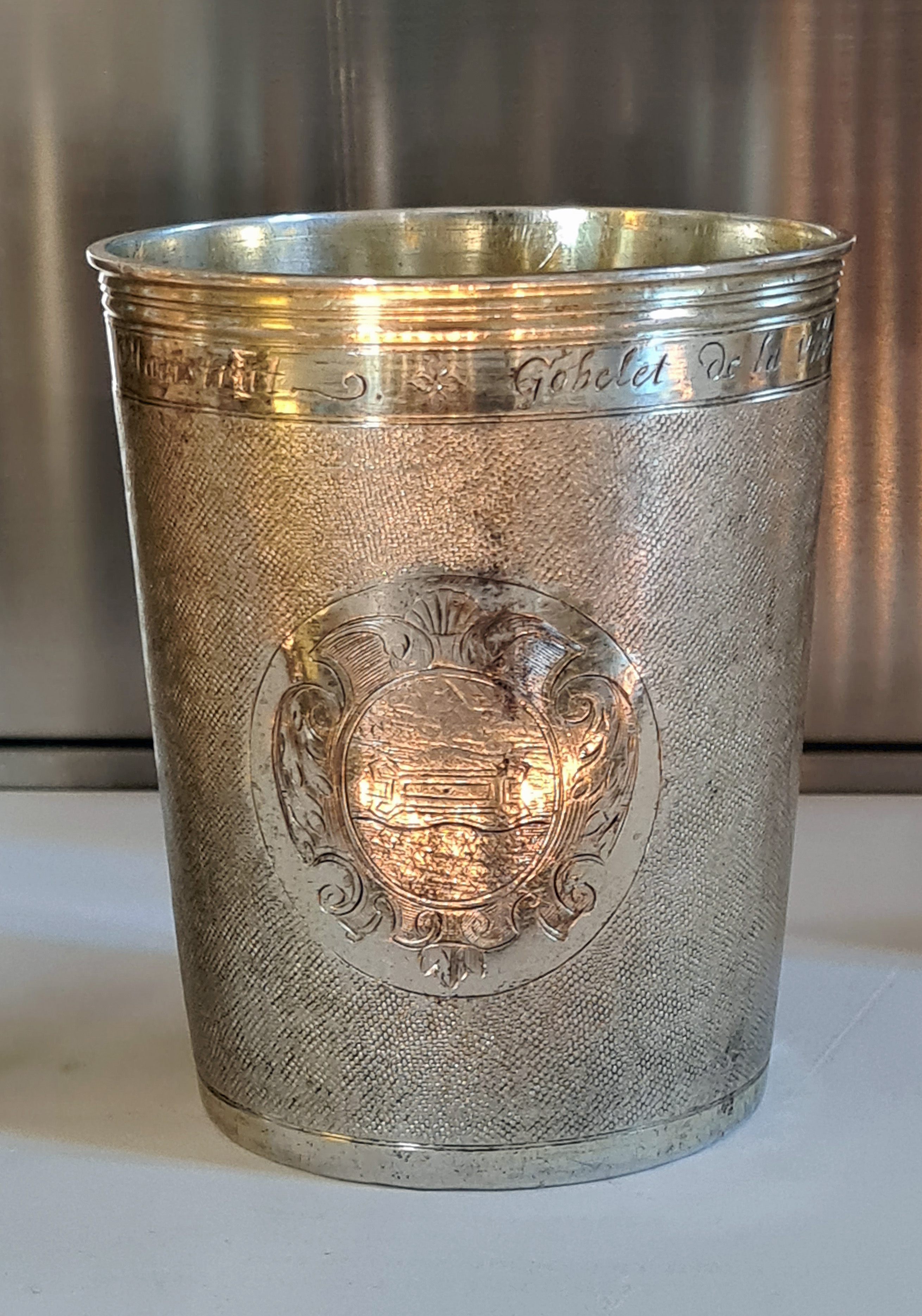
Jean Louis I Imlin : Fort-Louis (1712[1]).
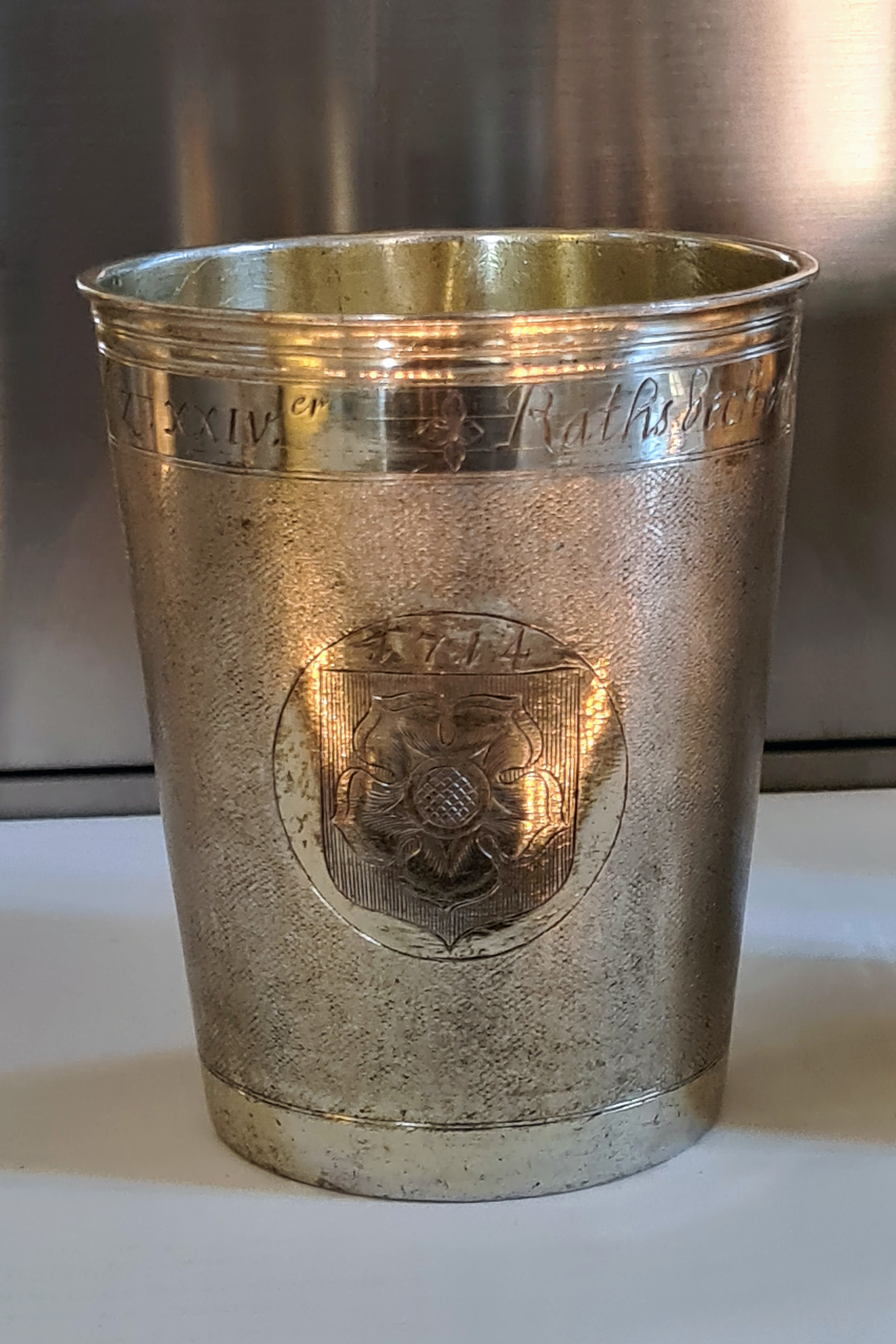
Jean Louis I Imlin : Haguenau (1714[1]).
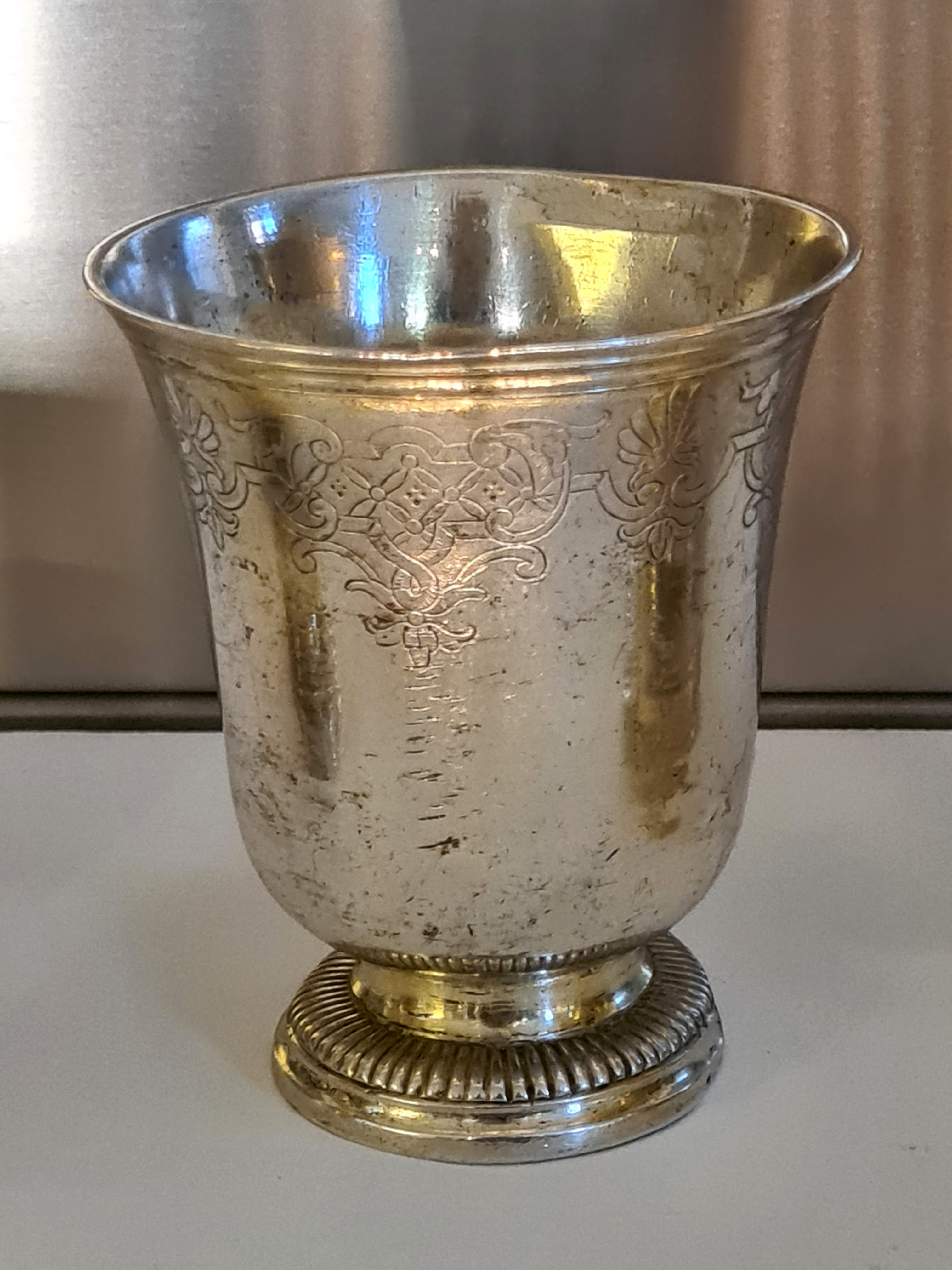
Johann Stahl : Saverne (1736[1]).
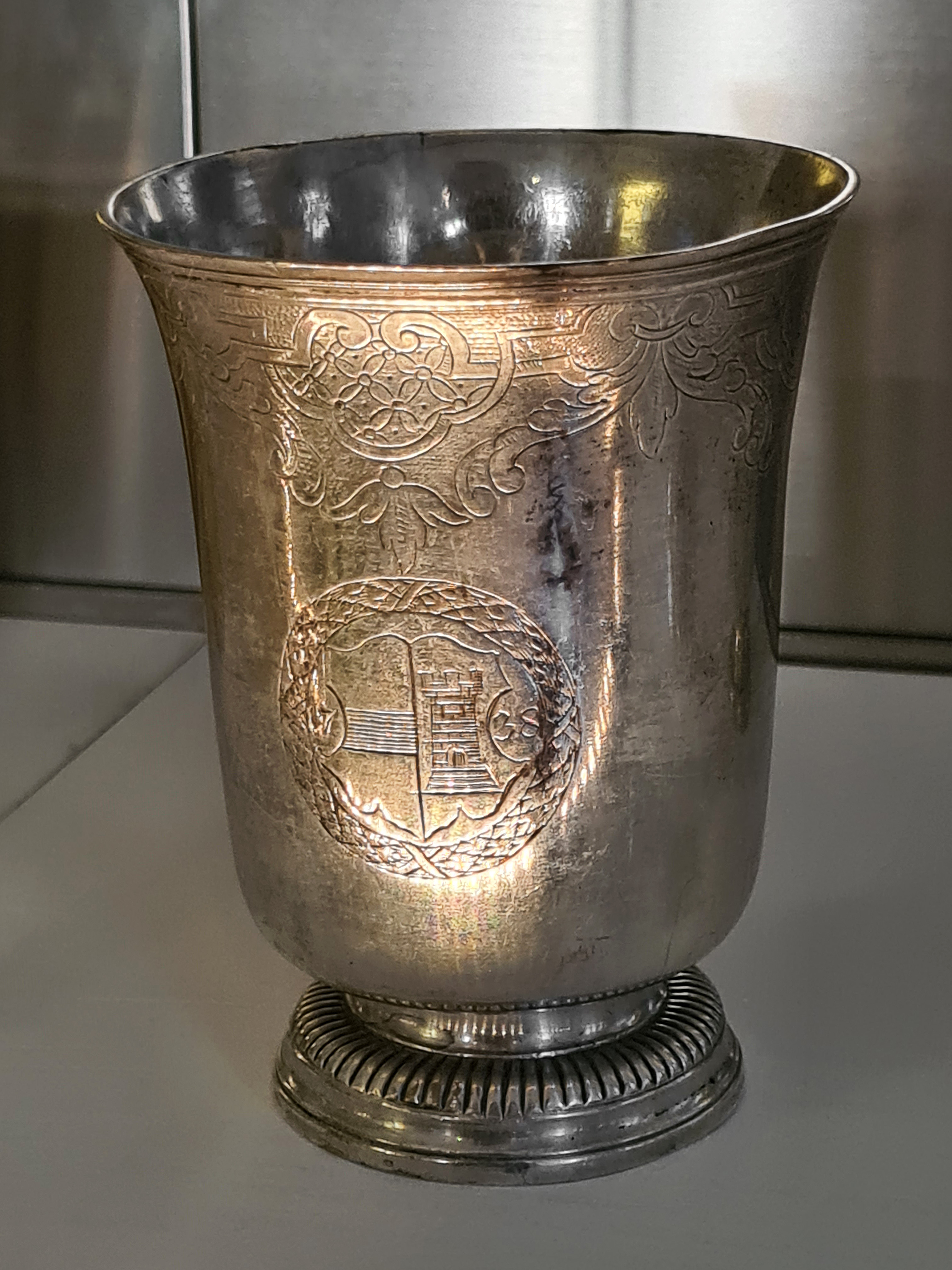
Jean Jacques Ehrlen : Lahr (1738[1]).
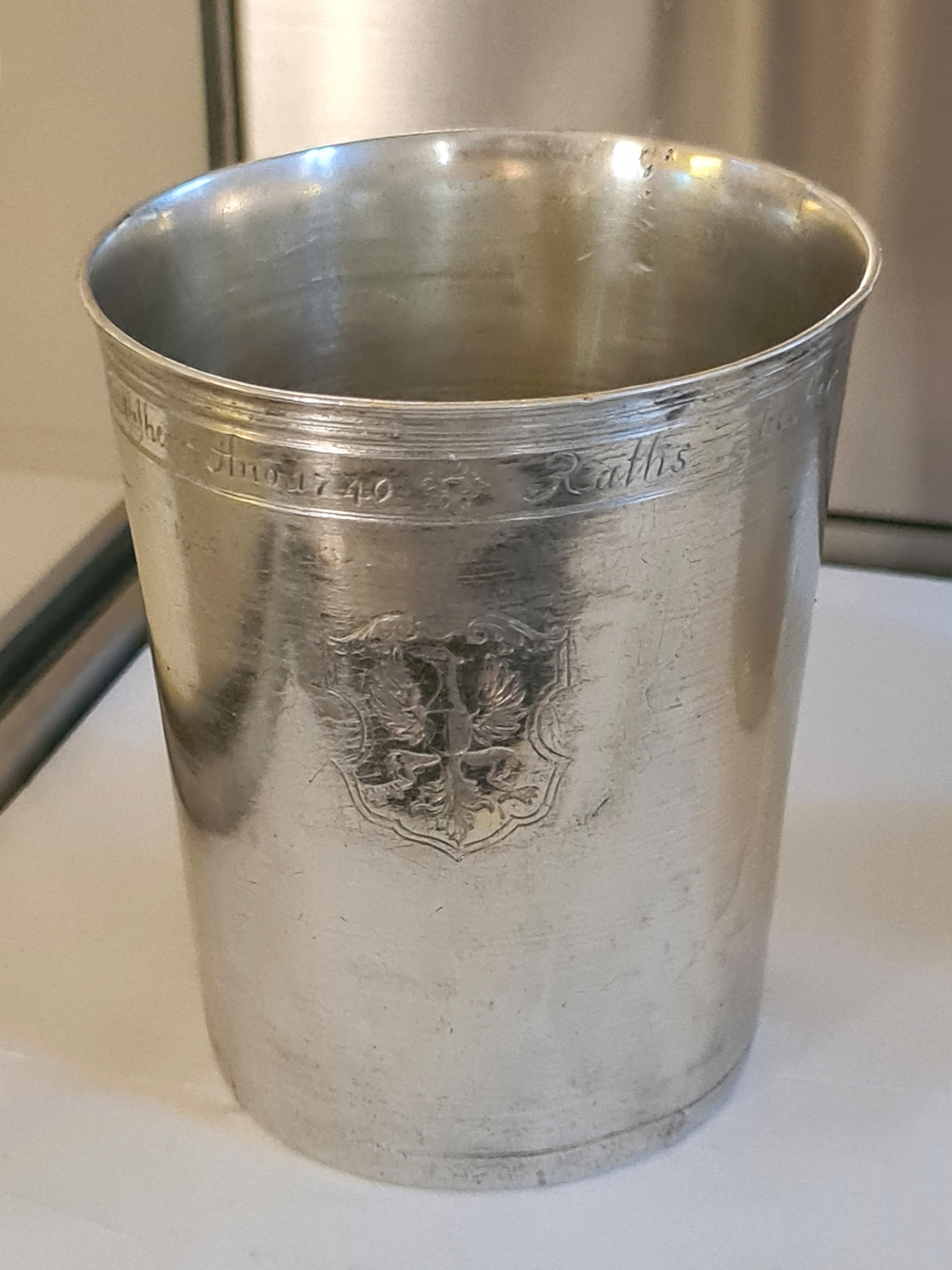
Jean Eberhard Pick : Obernai (1740[1]).

Puis la Révolution française rejette le luxe et l'ostentation, l'administration se réorganise, les corporations sont supprimées en 1791, et par ailleurs les tasses en porcelaine sont davantage appréciées. La coutume du gobelet se perd alors peu à peu.

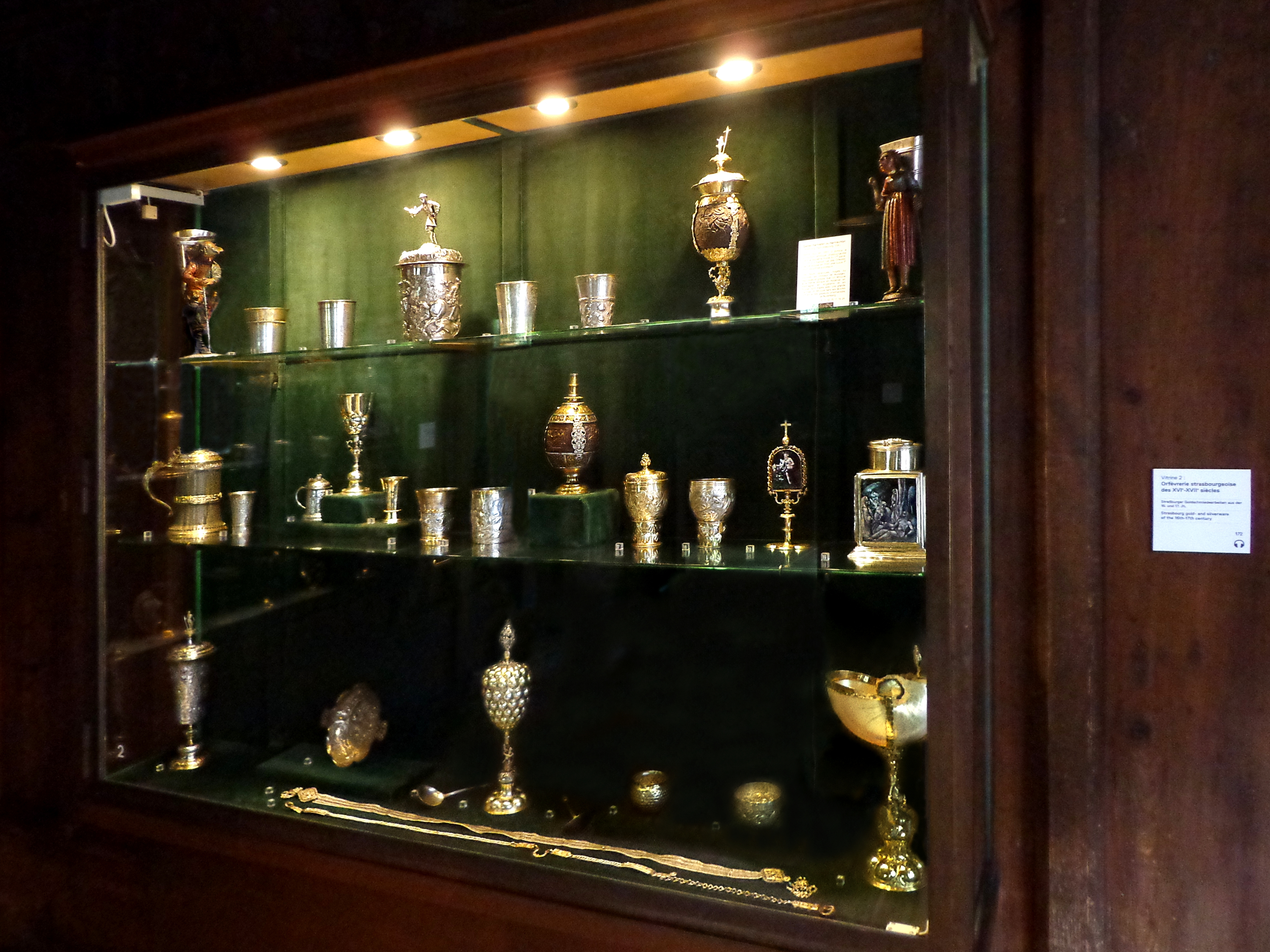
Collection d'orfèvrerie au Musée de l'Œuvre Notre-Dame de Strasbourg.

## Objets de collection
Nombre de gobelets de Magistrat sont conservés dans les musées d'Alsace, tels que le musée historique de Haguenau, le musée Westercamp de Wissembourg, le musée Unterlinden de Colmar, le musée historique de Strasbourg, le musée de l'Œuvre Notre-Dame à Strasbourg, et surtout au musée des Arts décoratifs de Strasbourg qui abrite la majorité des gobelets ciselés par les orfèvres strasbourgeois.
L'hôtel de ville de Ribeauvillé et celui d'Obernai détiennent également quelques pièces.
Enfin, ces gobelets restent très prisés des collectionneurs lors des ventes publiques.